# Grusonia
Grusonia K.Schum. è un genere di piante della famiglia delle Cactacee.
Il nome del genere ricorda l'inventore e imprenditore tedesco Hermann Gruson (1821-1895), un grande appassionato e collezionista di piante grasse.

## Descrizione
Hanno fusti cilindrici che non raggiungono altezze apprezzabili, presentano scanalature longitudinali da dove si sviluppano areole con al centro un ciuffo di spinette che cadono al solo contatto.

Le piante giovani presentano alcune foglioline che cadono prestissimo.

## Distribuzione e habitat
Il genere è diffuso negli Stati Uniti sud-orientali (California, Arizona, Nevada, New Mexico, Texas, Utah) e nel Messico.

## Tassonomia
Il genere comprende le seguenti specie:
- Grusonia aggeria (Ralston & Hilsenb.) E.F.Anderson
- Grusonia bradtiana (J.M.Coult.) Britton & Rose
- Grusonia bulbispina (Engelm.) H.Rob.
- Grusonia clavata (Engelm.) H.Rob.
- Grusonia deinacantha (D.Donati) Majure, M.A.Baker & Cloud-H.
- Grusonia densispina (Ralston & Hilsenb.) Rebman
- Grusonia emoryi (Engelm.) Pinkava
- Grusonia grahamii (Engelm.) H.Rob.
- Grusonia guccinii (D.Donati) Bárcenas & H.M.Hern.
- Grusonia halophila (D.Donati) Majure, M.A.Baker & Cloud-H.
- Grusonia invicta (Brandegee) E.F.Anderson
- Grusonia kunzei (Rose) Pinkava
- Grusonia marenae (S.H.Parsons) E.F.Anderson
- Grusonia moelleri (A.Berger) E.F.Anderson
- Grusonia parishiorum (Orcutt ex Britton & Rose) Pinkava
- Grusonia pulchella (Engelm.) H.Rob.
- Grusonia reflexispina (Wiggins & Rollins) E.F.Anderson
- Grusonia robertsii Rebman
- Grusonia schottii (Engelm.) H.Rob.
- Grusonia vilis (Rose) H.Rob.

## Coltivazione
Il terriccio necessario per la coltivazione è composto da terra fibrosa, torba granulosa, sabbia con aggiunta di sabbia grossolana. Le piante andranno rinvasate almeno ogni due anni all'inizio della primavera.
La posizione richiesta è soleggiata; le annaffiature dovranno essere regolari nel periodo che va da marzo a settembre, mentre andranno gradualmente ridotte fino a venire sospese del tutto nei mesi invernali.

La temperatura a cui dovranno essere esposte nel periodo invernale non deve essere inferiore ai 10 °C.

## Moltiplicazione
La moltiplicazione avviene:
- per seme, depositando i semi in un letto composto di terriccio umido, ricoprendoli poi leggermente con terra setacciata. Andranno mantenuti ad una temperatura di circa 21 °C con una costante umidità e conservati in posizione ombrosa.
- Per riproduzione vegetativa staccando le bacche laterali della pianta e mettendole a radicare in una base di sabbia e torba.